# Jupiteria
Jupiteria – rodzaj małży morskich należących do podgromady pierwoskrzelnych. Muszle tych małży mają kształt trójkątno-owalny. Do rodzaju Jupiteria należą następujące wymarłe i żyjące obecnie gatunki:
- Jupiteria agapea (Dall, 1908)
- Jupiteria callimene (Dall, 1908)
- Jupiteria hampdenensis (Marwick, 1942) †
- Jupiteria leachi (Marwick, 1931) †
- Jupiteria lobula (Dall, 1908)
- Jupiteria parleachi (Laws, 1939) †
- Jupiteria pontonia (Dall, 1890)
- Jupiteria vadosa (Laws, 1939) †
- Jupiteria wolffi Dell, 1956